# GNU gettext

pracovní postup

gettext je lokalizační nástroj patřící do projektu GNU, který je obvykle používán při psaní vícejazyčných programů.

## Programování
Zdrojový kód musí být nejprve upraven tak, aby volal GNU gettext. To se ve většině programovacích jazyků provádí zavoláním funkce gettext(), jejímž parametrem je zadávaný řetězec. Pro ušetření psaní se používá alias _, takže následující kód v jazyce C,
```
printf
(
gettext
(
"My name is %s.
\n
"
),
 
my_name
);

```

může vypadat i takto:
```
printf
(
_
(
"My name is %s.
\n
"
),
 
my_name
);

```

gettext se pokusí vyhledat v katalogu řetězec zadaný jako parametr. Pokud bude nalezen, bude vrácen jeho překlad. V opačném případě bude návratovou hodnotou původní řetězec.
Kromě jazyka C má gettext implementace i v následujících jazycích: C++, Objective-C, Pascal/Object Pascal, sh skript, bash skript, Python, GNU CLISP, Emacs Lisp, librep, GNU Smalltalk, Java, GNU awk, wxWidgets (skrze třídu wxLocale), YCP (jazyk YaST2), Tcl, Perl, PHP, Pike, Ruby a R. Pro většinu z nich je použití podobné implementaci v C.

### Extrakce řetězců
K získání přeložitelných frází ze zdrojového kódu se používá xgettext – tento program po spuštění se správnými parametry vygeneruje šablonu katalogu (soubor .pot). Pro výše uvedený příklad bude vypadat nějak takto:
```
#* src/name.c:36

msgid
 
"My name is %s.\n"

msgstr
 
""

```

### Překládání
Překladatel může získat katalog ze šablony programem msginit. Pokud chceme vytvořit český překlad, spustíme následující příkaz:
```
msginit --locale=cs --input=sablona.pot
```

Ten vytvoří soubor cs.po s následujícím obsahem:
```
#* src/name.c:36

msgid
 
"My name is %s.\n"

msgstr
 
""

```

Překladatel by měl tento soubor přeložit a to buď ručně, nebo pomocí specializovaného programu (např. Poedit).
```
#* src/name.c:36

msgid
 
"My name is %s.\n"

msgstr
 
"Jmenuji se %s.\n"

```

Nakonec musí být katalog (.po) zkompilován do binární podoby (.mo), což bude provedeno programem msgfmt.